# 2018-as Costa Rica-i általános választás
A 2018-as Costa Rica-i általános választásra február 4-én került sor. A választáson az 57 tagú törvényhozás tagjaira és a köztársasági elnökre lehetett szavazni. A kampány kiemelt témája volt az azonos neműek házassága.

## Választási rendszer
Costa Rica elnökét kétfordulós választáson választják meg. Amennyiben egyik jelölt sem szerzi a szavazatok 40%-át az első fordulóban, úgy második fordulót kell tartani. 
A parlament 57 tagját a 7 többmandátumos választókerületben, zárt listás, arányos képviseleti rendszerben választják meg Hare-Niemeyer módszer szerint. A pártlistákon legalább egy férfi és egy női jelöltnek kell lennie. 

## Elnökválasztás
Az alkotmány előírásai szerint az országban négyévente kell elnökválasztást tartani, február első vasárnapján. A választók közvetlen, titkos szavazással fejezik ki akaratukat. Amennyiben egyik jelölt sem kapja meg a szavazatok 40 százalékát, második fordulót kell tartani április első vasárnapján. Ezen az a két jelölt vesz részt, aki az első fordulóban a legtöbb szavazatot kapja. Az elnökkel egyidőben két alelnököt is megválasztanak.
A február 4-i választáson a legtöbb szavazatot elért jelölt a jobboldali Fabricio Alvarado volt, aki a szavazatok 24,7 százalékát szerezte meg. A baloldali-centrista Carlos Alvarado (aki pusztán névrokona Fabricio Alvaradónak), 21,6 százalékos eredményt ért el. A két Alvarado április 1-jén mérkőzött meg a második fordulóban.
A második forduló Carlos Alvarado nagyarányú győzelmét hozta: a 38 éves baloldali politikus a szavazatok közel 61 százalékát szerezte meg.

## Törvényhozási választás
A törvényhozási választásokra az elnökválasztás első fordulójával egyidőben kerül sor. A Costa Rica-i törvényhozásnak 57 tagja van, akik pártlistákról kerülnek be a parlamentbe. A választók nem egyéni jelöltekre, hanem pártokra szavaznak.